# Svartedalen, Göteborg

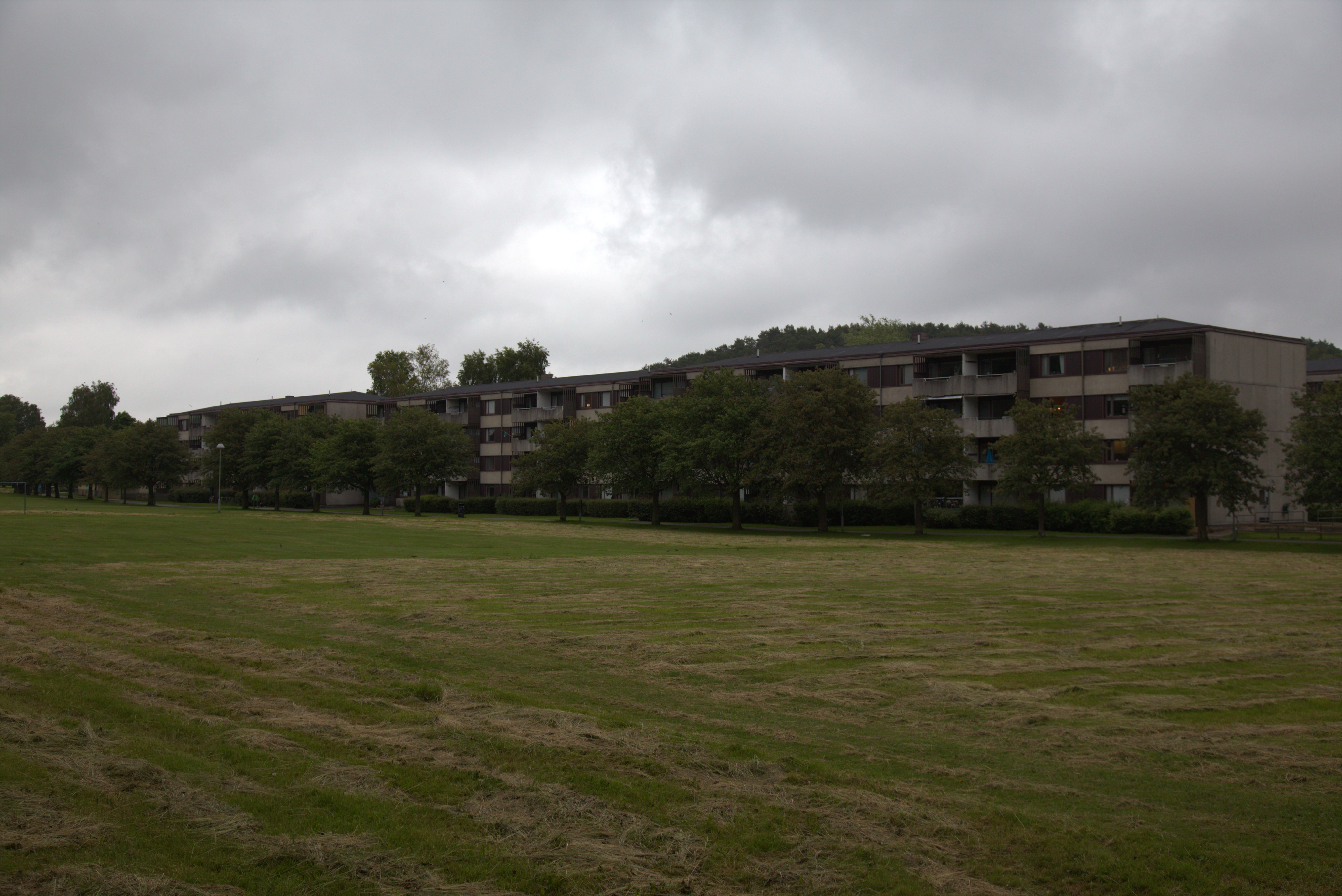
Baksidan (den mot Biskopsgården) av hyreshusen längs Långströmsgatan.

Svartedalen är ett primärområde i stadsområde Hisingen i Göteborgs kommun.
Bebyggelsen består till övervägande delen av flerfamiljshus uppförda på 1950- och 1960-talen. Göteborgs stads bostadsaktiebolag byggde 358 lägenheter i Svartedalen 1965-1967.

## Nyckeltal

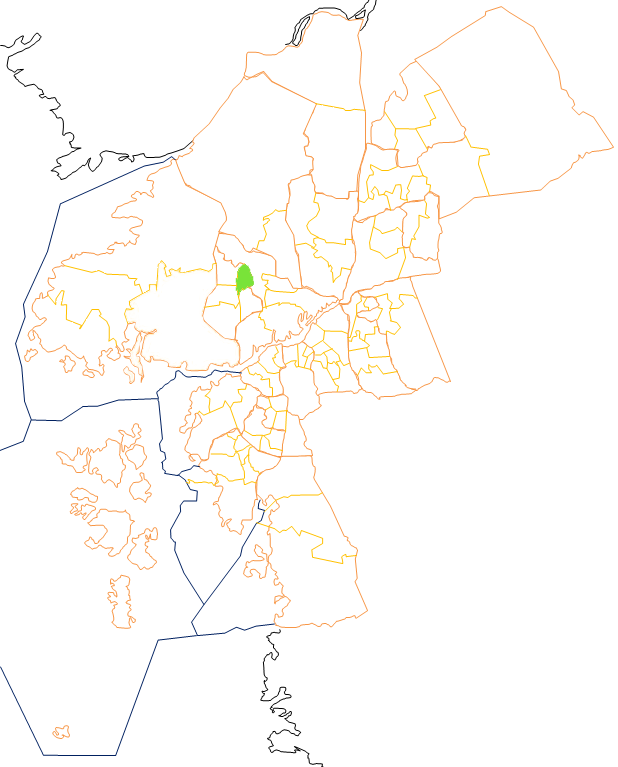
Svartedalen

Nyckeltalen redovisar statistik som beskriver Göteborg och dess 96 delområden, primärområden, per den 31 december och kan användas för att jämföra de olika områdena. Nedan redovisas uppgifter för primärområdet och jämförelse görs mot uppgifterna för hela kommunen.
|                                                           | Svartedalen | Hela Göteborg |
| --------------------------------------------------------- | ----------- | ------------- |
| Folkmängd                                                 | 4 386       | 587 549       |
| Befolkningsförändring 2020–2021                           | +164        | +4 493        |
| Andel födda i utlandet                                    | 52,3 %      | 28,3 %        |
| Andel utrikes födda eller med två utrikes födda föräldrar | 71,8 %      | 38,1 %        |
| Medelinkomst                                              | 234 500 kr  | 332 400 kr    |
| Arbetslöshet                                              | 12,4 %      | 6,6 %         |
| Antal ersatta dagar från F-kassan per person (16-64 år)   | 25,6        | 19,5          |
| Andel med eftergymnasial utbildning (minst 3 år)          | 17,6 %      | 37,9 %        |
| Andel bostäder byggda 1951–1960                           | 41,5 %      |               |
| Andel bostäder i allmännyttan                             | 48,5 %      | 25,9 %        |
| Antal färdigställda bostäder 2021                         | 140         |               |
| Andel bostäder i småhus                                   | 4,2 %       | 18,3 %        |

## Stadsområdes- och stadsdelsnämndstillhörighet
Primärområdet tillhörde fram till årsskiftet 2020/2021 stadsdelsnämndsområdet Västra Hisingen och ingår sedan den 1 januari 2021 i stadsområde Hisingen.